# Бошко Тодоровић
Бошко Тодоровић (Београд, 1905 — Кифино Село, код Невесиња, 20. фебруар 1942) био је генералштабни мајор Југословенске војске у Краљевине Југославије и начелник штаба Команде Источне Босне и Херцеговине Четничких одреда Југословенске војске у Другом светском рату. Створио је план о одвајању источне Херцеговине из Независне Државе Хрватске, који је био истоветан са планом мајора Јездимира Дангића о издвајању источне Босне из НДХ-а. Сарађивао је са Италијанима против партизана. Заробљен је од партизана и као издајник стрељан, фебруара 1942. године.

## Биографија
Бошко Тодоровић је од 1932. радио је у Обавештајном одељењу Генералштаба.
Мајор Тодоровић је упућен у Источну Босну 8. августа 1941. године по наредби пуковника Драгољуба Михаиловића ради помоћи српским устаницима у Источној Босни против Немаца и усташа. Тодоровић је заједно са Јездимиром Дангићем командовао устаничким операцијама.
Мајор Тодоровић у Херцеговину долази почетком јануара 1942. године. Тодоровић је имао за циљ уједињење четника и партизана против хрватских усташа. Под Тодоровићевом командом, четници и партизани упоредо од 4. до 6. јануара освајају неколико муслиманских села из којих су регрутоване усташе и вршени напади на српска села. Мајор Тодоровић је у то време почео да спроводи свој план о стварању велике слободне територије у Херцеговини, по коме би Италијани и хрватске усташе биле протеране, први дипломатским путем а други војном силом. За опстанак српског народа у Херцеговини по Тодоровићу требало је уништити усташка упоришта у Борачу, Фазлагића кули и Бјелимиће. После овога, мајор Тодоровић је желео да овлада делом јадранске обале, ради лакших веза са Југословенском војском ван Отаџбине и Савезницима. Сем војних, у плану су биле и дипломатске мере, попут одвајања Италијана од Хрвата и добијање територијалне аутономије у Источној Херцеговину за Србе од Италијана.
Четници и партизани су напали затим заједнички Борач 8. јануара 1942. године. Међутим, због лоше координације између четника и партизана, напад на Борач је изведен доста траљаво. До 13. јануара ипак су заузета муслиманска и хрватска села у Доњем Борчу, чије је становништво било лојално тзв. НДХ-а. Хрватске и муслиманске снаге извршиле су снажан противнапад, од 15. до 18. јануара Тодоровић лично командује десним крилом, претрпљује знатне губитке, зашта оптужује партизане који су изостали из борбе на левом крилу.
Сутрадан 19. јануара једна партизанска црногорска чета заробљава мајора Тодоровића и ликвидира два његова пратиоца. Повели су га према Горњем пољу код Никшића, где се налазио њихов штаб за Црну Гору са намером да га ликвидирају. Ова партизанска акција довела је до дефинитвног разлаза између четника и партизана и до наставка српског братоубилачког рата, који је Тодоровића мукотрпним радом на уједињењу свих снага протов усташа био привремено зауставио. Главни раскол у Херцеговини између четника и партизана био је у одређивању приоритетног непријатеља српског народа. За четнике су то биле усташе и њихова тзв. НДХ-а, а за партизане сви.
Четнички представник из југоисточне Босне Мутимир Петковић и капетан Анђело де Матеис из италијанског Шестог армијског корпуса су 11. јануара 1942. склопили прелиминарни споразум о сарадњи. Споразум је требало да ступи на снагу након што га потпишу и италијанске и четничке команде подручја, као и мајор Бошко Тодоровић, Михаиловићев главни представник у Босни и Херцеговини. Каснији догађаји наговјештавају да су споразум потписали сви заинтересовани. Иако је споразум од 11. јануара био усмерен углавном против усташа, јер четници и партизани у овим подручјима нису још били потпуно раскинули, нема сумње да су Италијани били веома свесни какву им помоћ против партизана четници могу пружити. Ускоро ће главни интерес и четника и Италијана постаће међусобна помоћ у борби против партизана.
Четници свештеника Радојице Перишића сазнали су за прваца кретања партизана који су заробили мајора Тодоровића. Они ослобађају Тодоровића и заробљавају партизанске командире. Мајор Тодоровић затим наређује Перишићу да се партизани пусте. Када је партизански командант Јосип Броз сазнао да су четници успели да ослободе мајора Тодоровића, он је критиковао свој Оперативни штаб за Херцеговину и изразио жаљење што га одмах нису стрељали.
Тодоровић је свим силама желео да оствари свој план о заштити српског народа у Херцеговини од НДХ-а. Наставио је да групише снаге за напад на Фазлагића кули и планирао борбу код Стоца, којом би источна Херцеговина била ослобођена од усташа. Тодоровић у том тренутку није желео сукобе са Италијанима, већ је дипломатским путем радио на јачању италијанско-хрватских супротности и трзавица. Са италијанским посадама у Херцеговини направио је погодбе које су за Србе биле у том тренутку од животне важности. Желео је да искористи Италијане за потпуно истискивање хрватских власти из источне Херцеговине и препуштања Србима Гацка, Невесиња, Автовца, Улога и Калиновика. Усташе које су због тога запали у тешку кризу и чиме је био доведен у питање опстанак њихових трупа у источној Херцеговини, спасавају партизански напади на Италијане, и почетак оружаних сукоба са четницима.
Пaртизани у ноћи између 19. и 20. фебруара 1942. године заробљавају мајора Тодоровића, који није повео са собом пратећу јединицу. Партизански 1. ударни херцеговачко-црногорски партизански батаљон сазнао је у ком селу и кући спава Тодоровић, и заробљавају га. Партизани су код њега пронашли компромитијуће документе који су указивали на колаборацију с Италијанима, и над њим је по кратком поступку извршена смртна казна.